# Somewhere Out in Space
Somewhere Out in Space – piąta studyjna płyta zespołu Gamma Ray. Została wydana ponownie w 2003. Dodatkowy Miracle to inna wersja Man on a Mission – przerobiona na balladę.
Teksty utworów poruszają tematy związane z wyprawą w kosmos oraz z ogólnie pojętym science fiction.

## Lista utworów
1. Beyond the Black Hole (Hansen/Schlächter/Zimmermann) – 6:00
2. Men, Martians And Machines (Hansen) – 3:52
3. No Stranger (Another Day In Life) (Hansen) – 3:35
4. Somewhere Out in Space (Hansen) – 5:27
5. The Guardians of Mankind (Richter) – 5:01
6. The Landing (Hansen/Schlächter) – 1:16
7. Valley of the Kings (Hansen) – 3:51
8. Pray (Hansen/Schlächter) – 4:45
9. The Winged Horse (Richter) – 7:02
10. Cosmic Chaos (Zimmermann) – 0:48
11. Lost in the Future (Hansen/Schlächter) – 3:40
12. Watcher in the Sky (Hansen/Sielck) – 5:19
13. Rising Star (Schlächter) – 0:51
14. Shine On (Hansen/Schlächter) – 6:52

### 2003 Bonus Tracks
- 15. Return to Fantasy (Byron/Hensley) – 5:16 (cover Uriah Heep)
- 16. Miracle (Hansen) – 7:17
- 17. Victim of Changes (Atkins/Downing/Halford/Tipton) – 7:23 (cover Judas Priest)

## Skład zespołu
- Kai Hansen – śpiew, gitara
- Henjo Richter – gitara, instrumenty klawiszowe
- Dirk Schlächter – gitara basowa
- Dan Zimmermann – perkusja

### Gościnnie
- Piet Sielck – wokal i gitara w utworze Watcher in the Sky
- Thomen Stauch – perkusja w utworze Watcher in the Sky